# Kalif
Mit Kalif ist meist ein religiös-politischer Führer oder Herrscher in der islamischen Welt gemeint. Dabei handelt es sich um die Eindeutschung des arabischen Begriffs chalīfa (arabisch خليفة, DMG ḫalīfa Ausspracheⓘ), der allgemein für einen Stellvertreter oder Nachfolger steht. Bis zum Ende des Osmanischen Reiches wurde er als Kurzform für die Ausdrücke chalīfat Allāh (خليفة الله / ḫalīfat Allāh / ‚Stellvertreter Gottes‘) oder chalīfat rasūl Allāh (خليفة رسول الله / ḫalīfat rasūl Allāh / ‚Nachfolger des Gottesgesandten‘) verwendet und beinhaltete dann den Anspruch auf die Führung der gesamten islamischen Gemeinschaft. Darüber hinaus verwenden auch andere Gruppierungen den Titel „chalīfa“ um den Nachfolger ihres eigenen spirituellen Führers zu bezeichnen, der innerhalb ihrer jeweiligen Bewegung als Autorität anerkannt wird. Über die politische Geschichte der verschiedenen Kalifate informiert der Artikel Kalifat.

## Entstehung des Kalifentitels
Das Substantiv chalīfa leitet sich ab aus dem arabischen Verb chalafa (خَلَفَ), das „nachfolgen, die Stelle einnehmen“ bedeutet. Das abgeleitete Abstraktum chilāfa (خلافة / ḫilāfa) bedeutet „Stellvertretung, Nachfolge, Kalifat“. Der Begriff chalīfa kommt schon im vorislamischen Arabien vor, und zwar in einer arabischen Inschrift aus dem Jahre 543, in der damit eine Art Vizekönig gemeint ist, der die Aufgaben eines anderen Souveräns wahrnimmt.
Im Koran kommt der Begriff an insgesamt neun Stellen vor, an zwei Stellen (Sure 2:30, 38:26) im Singular und an sieben Stellen (Sure 6:165; 7:69, 7:74, 10:14; 10:73, 27:62 und 35:39) im Plural, wobei er sich an letzteren Stellen auf die Menschheit im Allgemeinen bezieht, die Gott als seine Stellvertreter auf Erden eingesetzt hat. In ähnlicher Weise spricht Gott in Sure 2:30 von Adam, den Gott gegen den Willen  als „Statthalter“ auf Erden einsetzt. Für den Kalifatstitel ist Sure 38:26 am wichtigsten, wo der Begriff für David in seiner Eigenschaft als Herrscher und Richter verwendet wird:

„O David, siehe, wir machten dich zu einem Stellvertreter (ḫalīfa) auf Erden; So richte zwischen den Menschen in Wahrheit. Entscheide nun zwischen den Menschen (über die du zu gebieten hast) nach der Wahrheit und folge nicht der (persönlichen) Neigung (von dir), damit sie dich nicht vom Weg Gottes ab in die Irre führt! Diejenigen, die vom Weg Gottes abirren, haben (dereinst) eine schwere Strafe zu erwarten. (Das geschieht ihnen) dafür, daß sie den Tag der Abrechnung vergessen haben.“

Anders als die anderen Koranstellen definiert dieser Koranvers das Kalifat nicht als Herrschaft über die Natur für die Menschheit im Allgemeinen, sondern als ein Amt an der Spitze der menschlichen Gemeinschaft mit der besonderen Aufgabe, als Richter zu fungieren.

## Verwendung des Titels im frühen Islam
Zu der Entwicklung des Begriffs im frühen Islam ist ein Bericht aufschlussreich, der von verschiedenen arabischen Schriftstellern überliefert wird. Demnach wurde Abū Bakr, als er nach dem Tode des Propheten Mohammed zum Oberhaupt der muslimischen Gemeinschaft wurde, chalīfat rasūl Allāh („Nachfolger des Gottesgesandten“) genannt. Als Umar ibn al-Chattab ihm als Oberhaupt der Muslime nachfolgte, redete ein Mann ihn als chalīfat Allāh an, was Umar aber mit dem Hinweis, dass dieser Titel David vorbehalten sei, zurückwies. Als der Mann ihn daraufhin als chalīfat rasūl Allāh ansprach, lehnte Umar ebenfalls ab mit dem Argument, dass dieser Titel allein Abu Bakr gebühre. Den hierauf von dem Mann benutzten Titel chalīfat chalīfat rasūl Allāh („Nachfolger des Nachfolgers des Gottesgesandten“) hielt Umar zwar für korrekt, wandte jedoch ein, dass so der Titel immer länger würde. Als Alternative zu diesem langen Titel forderte er die Gläubigen dazu auf, ihn amīr al-muʾminīn („Gebieter der Gläubigen“) zu titulieren.
Der Titel chalīfat Allāh („Stellvertreter Gottes“), der einen viel weitergehenden Anspruch erhob als chalīfat rasūl Allāh, ist zum ersten Mal für ʿUmars Nachfolger ʿUthmān ibn ʿAffān (644–656) bezeugt. Allerdings taucht dieser Begriff nur in Gedichten auf, so zum Beispiel in einem Trauergedicht, das Hassān ibn Thābit beim Tode ʿUthmāns verfasste. Der erste muslimische Herrscher, der den Begriff in Inschriften und auf Münzen und damit in offiziellem Zusammenhang verwendete, war der Umayyade Abd al-Malik (685–705). ʿUmar ibn ʿAbd al-ʿAzīz, der von 717 bis 720 regierte, wehrte sich dagegen gegen eine Überhöhung seiner Person und lehnte den Titel „Stellvertreter Gottes auf Erden“ (ḫalīfat Allāh fī l-arḍ) ab. Als ihn ein Mann mit diesem Titel ansprach, hielt er ihm entgegen, dass seine Familie ihn nach seiner Geburt ʿUmar genannt habe. Wenn er ihn mit diesem Namen anspreche, werde er ihm antworten. Das Gleiche gelte, wenn er ihn mit seiner Kunya Abū Hafs oder seiner Amtsbezeichnung amīr al-muʾminīn anspreche. Ein „Stellvertreter Gottes auf Erden“ sei er jedoch nicht. Dieser Titel stehe nur dem Propheten David und seinesgleichen zu.
Später nahmen auch die Abbasiden (750–1517) und zeitweise auch die spanischen Umayyaden (929–1031), die Fatimiden (909–1171), die Almohaden (1147–1269) und die Hafsiden (1229–1574) den Kalifentitel für sich in Anspruch. Der Rechtsgelehrte al-Māwardī (gest. 1066) berichtet in seinem Werk al-Aḥkām as-sulṭānīya von einem Dissens unter den Gelehrten über die Frage, ob es zulässig sei, einen Herrscher als chalīfat Allāh anzusprechen. Während eine Gruppe dies erlaubt habe, weil der Herrscher unter den Menschen die Rechte Gottes wahrnehme und Gott selbst die Menschen in Sure 6:165 als seine Stellvertreter anspreche, habe die Mehrheit der Gelehrten die Verwendung dieses Titels für unzulässig gehalten und diejenigen, die ihn dennoch verwendeten, der Lasterhaftigkeit bezichtigt, weil nur jemand, der sterbe oder sich entferne, einen Nachfolger einsetze, Gott aber weder sterbe noch verschwinde. Diese Gelehrten beriefen sich auch darauf, dass Abū Bakr den Titel chalīfat Allāh abgelehnt haben soll. Für zulässig hielten diese Gelehrten nur den Titel chalīfat rasūl Allāh („Nachfolger des Gottesgesandten“) oder Chalīfa ohne jegliche Spezifizierung.

## Auswahl und Bestimmung des Kalifen
Bereits unter den ersten drei Kalifen wurden drei sehr unterschiedliche Auswahlverfahren angewendet. Abū Bakr, der mit dem Titel „Beherrscher der Gläubigen“ (Amīr al-Mu'minīn) angesprochen wurde, wurde nach erheblichen Auseinandersetzungen per Akklamation zum Kalifen bestellt. Vor seinem Tod bestimmte er ʿUmar als seinen Nachfolger. Dieser ließ wiederum ein Gremium aus sechs Mitgliedern bilden, die einen aus ihrer Mitte zu seinem Nachfolger als Kalif bestimmen sollten. Ausgehend von der Ermordung des dritten Kalifen ʿUthmān kamen Diskussionen auf, ob ein Kalif abgesetzt werden könne. Die Charidschiten sprachen sich für eine Absetzbarkeit des Kalifen aus.
Die Umayyaden waren jedoch gegenteiliger Ansicht und etablierten erstmals ein dynastisches Prinzip, das unbedingten Gehorsam der Untertanen voraussetzte. Formal bestand zwar noch ein gewisser Wahlcharakter, doch beschränkte sich die Auswahl auf die Söhne des umayyadischen Herrschers sowie seine Brüder und Vettern väterlicherseits. Die Umayyaden betonten sowohl ihre genealogische Abstammung von ʿUthmān als auch ein „Erbe Mohammeds“, um die dynastische Herrschaft des Kalifen zu legitimieren.
Die den Umayyaden folgende Dynastie der Abbasiden proklamierte andere Kriterien, die zur Führung des Kalifentitels berechtigen sollten. Demnach entschied die Zugehörigkeit zur Familie des Propheten über die Legitimität der Herrschaft des Kalifen. Die abbasidischen Kalifen sahen sich ebenfalls als Stellvertreter Gottes und nannten sich „Macht Gottes auf Erden“ (Sulṭān Allāh fī arḍihī). Die von ihnen angenommenen Herrschernamen, die Verwendung des Titels „Imam“ sowie die Verwendung religiös bedeutsamer Insignien und Reliquien sollten die direkte Beziehung zu Gott und die religiöse Bedeutung ihres Kalifats unterstreichen. Diese Legitimierungsbestrebungen werden nicht zuletzt darauf zurückgeführt, dass die Abbasiden nicht das einzige Kalifat in der damaligen islamischen Welt stellten. Die abbasidischen Herrscher bestimmten ihre Nachfolger, und teils auch deren Nachfolger, häufig per Testament. Voraussetzung hierfür war, dass der Kandidat volljährig war. Für den Fall, dass vom verstorbenen Vorgänger kein Nachfolger bestimmt wurde, entschied ein Gremium aus religiösen und staatlichen Würdenträgern über den künftigen Herrscher.

## Aufgaben und Funktionen des Kalifen
Im Koran finden sich keine Bestimmungen zu den Aufgaben und Funktionen des Kalifen. Islamische Rechtsgelehrte sind sich diesbezüglich bis auf den heutigen Tag nicht einig. Die von den Kalifen ausgefüllten Funktionen entwickelten sich im Laufe der Zeit mit den konkreten Erfordernissen aus dem Regierungsgeschehen. Unter Abū Bakr, der sich u. a. gegen Abspaltungsbestrebungen arabischer Stämme zur Wehr setzen musste, diente die Funktion des Kalifats vornehmlich der militärischen Führung des islamischen Staates. Unter ʿUmar entwickelte sich sowohl die Funktion als gesetzgeberische Instanz in straf- und zivilrechtlichen Fragen heraus als auch jene der normierenden Instanz in religiös-rituellen Fragen. Es war vor allem ʿUmar, der zur Konsolidierung des rasch anwachsenden islamischen Staatsgebietes die Etablierung von Organisations- und Verwaltungsstrukturen veranlasste. Die Kompilation, Redaktion und Fixierung des Korans während der Herrschaft ʿUthmāns etablierten schließlich die Funktion des Kalifen als religiöse Autorität.
Die Umayyaden-Kalifen standen vor der Herausforderung, das immer größer und komplexer werdende Reich effizient regieren zu müssen. Dies konnte ohne die Einführung administrativer Neuerungen, wie z. B. der Schaffung neuer Ämter, nicht gelingen. Somit entwickelten sie die gesetzgeberische Komponente unter Verweis auf ihre religiöse und dynastische Legitimität zunehmend weiter.
Als Hauptaufgaben der abbasidischen Kalifen galten die Leitung des Gebets, das Führen des Dschihads gegen die Ungläubigen und die Reinhaltung des islamischen Dogmas von Neuerungen (Bidʿa). Um ihren Verwaltungsaufgaben nachzukommen, so z. B. der Pflicht, das Wohlergehen der islamischen Gemeinde zu sichern, delegierten sie immer mehr Aufgaben an diverse Institutionen. Unter den Abbasidenkalifen kam hierbei insbesondere der Funktion des Wesirs als ausführender Instanz des Willens der Kalifen besondere Bedeutung zu.

## Die Erwähnung des Kalifen in Chutba und Sikka
Im Laufe der Zeit wurde es in vielen Gegenden üblich, den Kalifen in der Chutba zu erwähnen. Der Sekretär Hilāl as-Sābi', der im 11. Jahrhundert ein Handbuch zum Hofprotokoll bei den Abbasiden verfasste, erklärt dort, dass bei der Chutba auf den Minbar-Kanzeln in der zweiten Ansprache an die Hamdala und die Propheteneulogie ein Bittgebet für den herrschenden Kalifen angeschlossen werden solle, in dem dieser mit Ism- und Laqab-Namen erwähnt wird. Wie aus der persischen Chronik von al-Baihaqī hervorgeht, wurde am Hofe von Masud I. von Ghazni (reg. 1030–1040) in der Chutba tatsächlich der Name des abbasidischen Kalifen genannt. Al-Ghazālī (gest. 1111) legt diesen Brauch seiner politischen Theorie zugrunde, wenn er den Sultan als denjenigen definiert, der die reale Macht besitzt und sich dem Kalifen unterstellt, indem er ihn in der Chutba und bei der Sikka („Münzprägung“) nennt.

## Verwendung im Osmanischen Reich
Der Titel „Kalif“ wurde von den Osmanen bereits seit Murad I. verwendet, wie allerdings von anderen nicht-osmanischen muslimischen Herrschern seiner Zeit auch. Daher wird davon ausgegangen, dass der Titel im 14. Jahrhundert seine ursprüngliche exklusive Bedeutung verloren hatte. Nach Angaben aus dem späten 18. Jahrhundert (so z. B. in Ignatius Muradcan d’Ohssons Tableau général de l’Empire Ottomane von 1787) übertrug der letzte abbasidische Kalif al-Mutawakkil III. dem osmanischen Sultan Selim I. und all seinen Nachfahren das Recht auf das Kalifat. Dieser Übergang sei in einer Zeremonie in der seinerzeit als Moschee genutzten Hagia Sophia vollzogen worden. Jedoch finden sich keine Aufzeichnungen, nach denen Selim ein solches Recht von al-Mutawakkil eingefordert oder geltend gemacht hätte. In der Phase des Aufstiegs des Osmanischen Reiches scheinen die Osmanen am Kalifat eher desinteressiert gewesen zu sein. In Aleppo beanspruchte Selim I. den zuvor von den Mameluken geführten Titel des „Beschützers der beiden heiligen Stätten“, strebte das Kalifat als religiöse Institution aber wohl nicht an. Zu dieser Zeit hielt er den Kalifen al-Mutawakkil III. an seinem Hof und veranlasste die Verbringung der Reliquien Mohammeds nach Istanbul. Durch diesen Akt verkündete er de facto seinen Anspruch, der mächtigste Herrscher der muslimischen Welt und der Beschützer des Islam zu sein. In den Präambeln ihrer Gesetzgebungen (Kānūn-nāme) verwendeten Selim und seine Nachfolger diesen Titel.
Auch Süleyman II. (reg. 1520–1566) rühmte sich in einem Kānūn-nāme als „der Chagan des Erdkreises und chalīfa des Gottesgesandten“. Die osmanische Bezugnahme auf den Titel des Kalifen aller Muslime im Sinne eines uneingeschränkten Vertretungs- und Bestimmungsanspruchs zeigt sich allerdings erst deutlich, nachdem das Reich seinen Höhepunkt bereits überschritten hatte. Sultan Ahmed III. unterzeichnete im Oktober 1727 einen Vertrag mit dem Herrscher Persiens, Aschraf Khan, als „Kalif aller Muslime“ und suchte um Bestätigung des Titels durch Schah Nadir. Dem Abendland gegenüber traten die osmanischen Sultane erstmals 1774 in den Verhandlungen zum Frieden von Küçük Kaynarca als Kalifen auf. Sultan Abdülhamid I. bezeichnete sich bei dieser Gelegenheit als „Imam der Gläubigen und Kalif der Einheitsbekenner“, um damit zum Ausdruck zu bringen, dass er, nachdem die Krimtataren durch diesen Frieden die politische Unabhängigkeit vom Osmanischen Reich erlangen sollten, sich weiter als ihr geistliches Oberhaupt betrachtete. Ende des 19. Jahrhunderts erhielt der Kalifentitel im Osmanischen Reich sogar Verfassungsrang. In der Osmanischen Verfassung von 1876 hieß es in Artikel 4: „Der Sultan in seiner Eigenschaft als Kalif ist der Schutzherr für die muslimische Religion.“ Die osmanischen Kalifen waren zu diesem Zeitpunkt, wie vor ihnen die Umayyaden und später die Abbasiden, von fast allen sunnitischen Muslimen anerkannt. Nach dem Sturz der Osmanen 1923 durch Mustafa Kemal Atatürk erklärte die Türkische Nationalversammlung am 3. März 1924 jedoch das osmanische Kalifat per Gesetz für abgeschafft und veranlasste die Ausweisung des letzten Kalifen Abdülmecid II. aus der Türkei. Ein u. a. von Aga Khan III. an den damaligen Ministerpräsidenten İsmet İnönü gerichteter Brief, in dem Vorschläge für eine Weiterführung des Kalifats zum Ausdruck kamen, wurde an die türkische Presse lanciert. Die noch ganz unter dem Eindruck des nationalen Befreiungskampfes stehende Türkische Nationalversammlung machte die Entscheidung über das Kalifat als Reaktion auf eine vermeintliche Einmischung von außen zur „nationalen Sache“, womit das Ende dieser Institution besiegelt war.

## Die Rolle des Kalifen in anderen spirituellen Kontexten

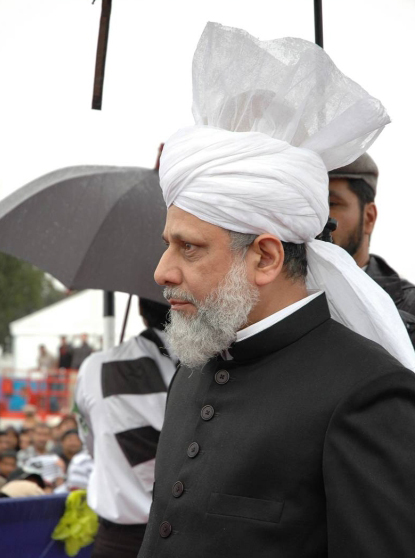
Mirza Masroor Ahmad, 5. Kalif der Ahmadiyya Muslim Jamaat

Nach Aufkommen der Sufi-Orden erhielt der Kalifentitel eine neue Bedeutung, indem er dort von den Nachfolgern des Ordensgründers angenommen wurde. Bis heute gibt es in Senegal zum Beispiel einen General-Kalifen der Muridiyya (Khalife général des mourides; KGM) und einen General-Kalifen der Tidschaniyya (Khalife général des Tidianes; KGT). Ersterer residiert in Touba, letzterer in Tivaouane.
In diesem Sinne bezeichnete sich auch Abdallahi ibn Muhammad, der Nachfolger des sudanesischen Mahdis Muhammad Ahmad al-Mahdi als al-Chalifa.
Mirza Ghulam Ahmad gründete 1889 in Qadian die Ahmadiyya-Bewegung. Nach seinem Ableben 1908 folgten ihm die Khalifat ul-Massih („Kalif des Messias“) genannten spirituelle Führer der Ahmadiyya Muslim Jamaat (AMJ). Die Kalifen der AMJ werden von einem Wahlkomitee auf Lebenszeit gewählt. Seit dem 22. April 2003 ist Mirza Masroor Ahmad als Khalifat ul-Massih V. das geistliche Oberhaupt der AMJ und residiert in England.

## Belege
1. ↑  Vgl. Bernard Lewis: Die politische Sprache des Islam. Berlin 1991, S. 80 und 212.
2. ↑  David-Lee: The Caliphate Question. The British Government and Islamic Governance. Lexington Books, Lanham 2009. S. 15.
3. ↑  Vgl. Bernard Lewis: Die politische Sprache des Islam. Berlin 1991, S. 80f.
4. ↑  Crone/Hinds: God’s Caliph. Religious Authority in the First Centuries of Islam. 1986, S. 6.
5. ↑  Ḥassān ibn Ṯābit: Dīwān. Ed. Hartwig Hirschfeld. Leiden, Brill, 1910. Arabischer Teil S. 22, Nr. 20, Zeile 9. Digitalisat
6. ↑  Vgl. Bernard Lewis: Die politische Sprache des Islam. Berlin 1991, S. 82.
7. ↑  Ibn ʿAbd al-Ḥakam: Sīrat ʿUmar ibn ʿAbd al-ʿAzīz. Ed. Aḥmad ʿUbaid. 6. Aufl. ʿĀlam al-kutub, Beirut 1984. S. 51f. Digitalisat
8. ↑  Al-Māwardī: al-Aḥkām as-sulṭānīya. Dār al-ḥadīṯ, Kairo ohne Datum. S. 39. Online-Version
9. ↑  Peter Heine: Khalif. In: Adel Theodor Khoury, Ludwig Hagemann, Peter Heine (Hrsg.): Islam-Lexikon, Bd. 2. Herder, Gütersloh 1990, ISBN 3-451-04036-0. S. 441ff.
10. ↑  Peter Heine: Khalif. In: Adel Theodor Khoury, Ludwig Hagemann, Peter Heine (Hrsg.): Islam-Lexikon, Bd. 2. Herder, Gütersloh 1990, ISBN 3-451-04036-0. S. 443f.
11. ↑  Hilāl aṣ-Ṣābiʾ: Rusūm dār al-ḫilāfa. Ed. Mīḫāʾil ʿAuwād. 2. Aufl. Dār ar-rāʾid al-ʿArabī, Beirut, 1986. S. 133. (archive.org).
12. ↑  Abū l-Faḍl Baihaqī: Taʾrīḫ-i Masʿūdī. Ed. W.H. Morley. Calcutta 1862. S. 353. (archive.org). – Engl. Übersetzung von C.E. Bosworth und Mohsen Ashtiany unter dem Titel: The History of Beyhaqi. 3 Bde. Ilex Foundation, Boston Mass., 2011. Bd. I, S. 401.
13. ↑  al-Ġazālī: Iḥyāʾ ʿulūm ad-dīn. Dār Ibn Ḥazm, Beirut, 2005. S. 592. (Textarchiv – Internet Archive).
14. 1 2 3  P.M. Holt, Ann K.S. Lambton, Bernard Lewis: The Cambridge History of Islam. Cambridge University Press. Cambridge 2008, ISBN 978-0-521-29135-4. S. 320.
15. ↑  Vgl. Tilman Nagel: Staat und Glaubensgemeinschaft im Islam. Bd. 2, Zürich-München 1981, S. 173.
16. ↑  Vgl. Tilman Nagel: Staat und Glaubensgemeinschaft im Islam. Bd. 2, Zürich-München 1981, S. 177.
17. ↑  Abolishment of the Caliphate and Turkey’s Transformation to Modern State. Atatürk Research Center, archiviert vom Original (nicht mehr online verfügbar) am 25. September 2015; abgerufen am 23. September 2015.  Info: Der Archivlink wurde automatisch eingesetzt und noch nicht geprüft. Bitte prüfe Original- und Archivlink gemäß Anleitung und entferne dann diesen Hinweis.